# Anthony John Denison
Anthony John Denison est un acteur américain né le 20 septembre 1949 à New York, dans le quartier de Harlem.
Épouse : Jennifer Evans (m. 1986–2008)

## Filmographie

### Cinéma
- 1982 : Waitress! (en) : Moe
- 1990 : Little Vegas (en) : Carmine de Carlo
- 1991 : City of Hope : Rizzo
- 1992 : The Harvest : Noel Guzmann
- 1994 : L'ange du désir (Criminal Passion) : Nathan Leonard
- 1994 : Double face (A Brilliant Disguise) : Andy Manola
- 1994 : L'Homme de guerre (Men of War) : Jimmy G
- 1995 : Opposite Corners : Augie Donatello
- 1996 : No One Could Protect Her : Dan Rayner
- 1996 : For Which He Stands : Vinnie Grosso
- 1999 : Surgeon General's Warning : The Guy
- 1999 : Road Kill (en) : M.. Z
- 2000 : Rocket's Red Glare : Marty
- 2000 : The Last Producer (en) : Poker Player
- 2000 : Skeleton Woman (en) : Victor
- 2000 : Les Légendes de Brooklyn (Looking for an Echo) : Ray 'Nappy' Napolitano
- 2001 : L'île de la trahison (Island Prey) : Peter Thornton
- 2001 : Face aux serpents (Venomous) (vidéo) : Maj. Gen. Thomas Sparks
- 2002 : The Tower of Babble : John
- 2002 : Now You Know : Gary Richards
- 2003 : Manipulation perverse (Art of Revenge) (vidéo) : John Ravich
- 2003 : Bomba Latina (Chasing Papi) : Agent Quinn
- 2004 : Sexcrimes 2 (Wild Things 2) (vidéo) : Niles Dunlap
- 2005 : Choker : Lt. Murcer
- 2006 : Perverse Karla (Karla) : Detective Buroughs
- 2009 : Signal Lost : Charles Wright

### Téléfilm
- 1988 : La grande évasion 2 - L'histoire enfin révélée (The Great Escape II: The Untold Story) (téléfilm) : Lt. Mike Corery
- 1989 : Full Exposure: The Sex Tapes Scandal (téléfilm) : Lt. James Thompson
- 1989 : I Love You Perfect (téléfilm)
- 1990 : The Girl Who Came Between Them (téléfilm) : Barry Huntoon
- 1991 : Before the Storm (téléfilm)
- 1991 : Child of Darkness, Child of Light (en) (téléfilm) : Père O'Carroll
- 1992 : The Price She Paid (téléfilm) : Welles
- 1992 : Business Woman (en) (Lady Boss) (téléfilm) : Cooper Turner
- 1993 : L'histoire d'Amy Fisher (en) (The Amy Fisher Story) (téléfilm) : Joey Buttafuoco
- 1993 : Amour, sexe et sang-froid (Sex, Love and Cold Hard Cash) (téléfilm) : Douglas Colson
- 1993 : Full Eclipse (téléfilm) : Jim Sheldon
- 1994 : Getting Gotti (en) (téléfilm) : John Gotti
- 1997 : Charmante Promotion (The Corporate Ladder) (téléfilm) : Matt Taylor
- 2001 : The Haunted Heart (téléfilm) : Bill
- 2006 : L'ABC du meurtre: au cœur du scandale (Murder 101) (téléfilm) : Nelson Raymond
- 2007 : Secrets de jeunesse (Dead Write) (téléfilm) : Dr. Bruno Alexander
- 2008 : À pleine vitesse (téléfilm) : Francis

### Télévision
- 1986 : Les Incorruptibles de Chicago (Crime Story) (série télévisée) : Ray Luca
- 1988 : Un flic dans la mafia (Wiseguy) (série télévisée) : John Henry Raglin
- 1991 : Under Cover (en) (série télévisée) : Dylan Del'Amico
- 1994 : SeaQuest, police des mers (SeaQuest DSV) (série télévisée) : Bobby
- 1996 : Love and Marriage (en) (série télévisée) : Jack Nardini
- 1997 : Melrose Place (feuilleton TV) : Jim Reilly
- 1998 : Ultime Recours (Vengeance Unlimited) (série télévisée) : Sheriff James Broll
- 1998 : Charmed (série TV) (Saison 1, épisode 3) : Victor Bennett
- 2000 : Walker, Texas Ranger (série télévisée) : Michael Westmoreland
- 2001 : The Lone Gunmen : Au cœur du complot (The Lone Gunmen) (série télévisée) : FBI Undercover Agent Larry Rose
- 2003 : Washington Police (The District) (série télévisée) : Sal Corruzo
- 2003 : Spy Girls (She Spies) (série télévisée) : Arthur Nagin
- 2004 : New York Police Blues (NYPD Blue) (série télévisée) : Tony Grimaldi
- 2004 : The D.A. (en) (série télévisée) : Paul Harper
- 2004 : Urgences (ER) (série télévisée) : Detective Patrie
- 2005 : JAG (série télévisée) : CAG USS Coral Sea
- 2005 : Les Experts (CSI: Crime Scene Investigation) (série télévisée) : Sy Magli
- 2005 : Cold Case : Affaires classées (Cold Case) (série télévisée) (saison 2, épisode 17) : Mike
- 2005 : Newport Beach (The O.C.) (série TV) : Bobby Mills
- 2005 : Esprits criminels (Criminal Minds) (série TV) (saison 1, épisode 6) : Weigart
- 2006 : Boston Justice (Boston Legal) (série télévisée) : Kurt Loomis
- 2006 : Playmakers (en) (série télévisée) : Coach George
- 2006 : Prison Break (feuilleton TV) : Aldo Burrows
- 2005 - 2011 : The Closer (The Closer) (série télévisée) : Lieutenant Andy Flynn
- 2011 : Trattoria : Sal Sartini
- 2012 - 2018 : Major Crimes (série télévisée) : Lieutenant Andy Flynn